# Fächer-Zwergmispel
Die Fächer-Zwergmispel, in Österreich und der Schweiz Fächer-Steinmispel (Cotoneaster horizontalis) genannt, ist ein meist bis 50 Zentimeter hoher Strauch mit leuchtend roten Früchten aus der Gruppe der Kernobstgewächse (Pyrinae). Das natürliche Verbreitungsgebiet der Art liegt in China, Taiwan und Nepal, in Europa, Australien und Nordamerika wurde sie eingebürgert. Sie wird sehr häufig als Zierpflanze verwendet.

## Beschreibung

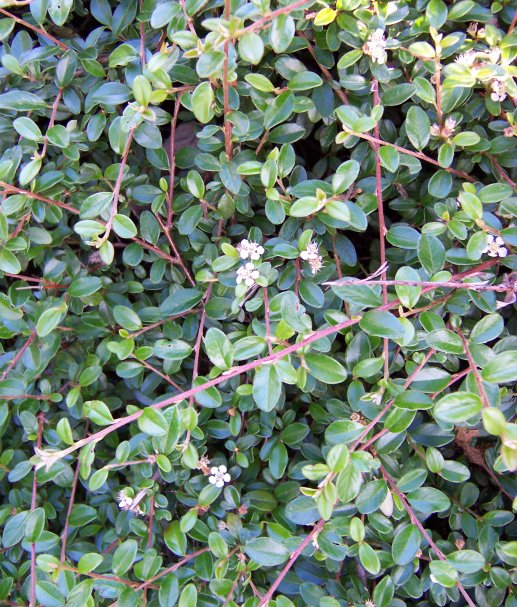
Blätter und Blüten

Die Fächer-Zwergmispel ist ein sommergrüner oder wintergrüner, meist 50 Zentimeter und bis zu 1 Meter hoher, niederliegender Strauch mit ansteigenden bis horizontal ausgebreiteten Ästen. Die Zweige sind fischgrätenartig angeordnet, schwarzbraun, stielrund, anfangs striegelhaarig und später verkahlend. Die Laubblätter sind zweizeilig angeordnet. Der Blattstiel ist 1 bis 3 Millimeter lang und flaumig behaart. Die Nebenblätter sind braun, pfriemlich oder lanzettlich, 2 bis 4 Millimeter lang und fein behaart. Die Blattspreite ist einfach, breit-elliptisch oder rundlich, selten verkehrt-eiförmig, 6 bis 14 Millimeter lang und 4 bis 9 Millimeter breit, meist spitz und mit keilförmiger Basis. Die Blattoberseite ist glänzend dunkelgrün, kahl mit mehr oder weniger eingesenkten Blattadern; die Unterseite ist heller, striegelhaarig mit hervortretender Mittelader.
Die Blüten wachsen einzeln oder zu zweit sitzend oder auf kurzen Blütenstielen und haben Durchmesser von 5 bis 7 Millimeter. Der Blütenbecher ist glockenförmig und außen spärlich behaart. Die Kelchblätter sind dreieckig, spitz, 1 bis 1,5 Millimeter lang und 1 bis 2 Millimeter breit. Die Kronblätter sind aufgerichtet, rosafarben, rötlich oder weißlich, 3 bis 4 Millimeter lang und 2 bis 3 Millimeter breit, mit stumpfer Spitze und kurz genagelter Basis. Die etwa 12 Staubblätter sind kürzer als die Kronblätter. Die Spitze des Fruchtknotens ist fein behaart. Die selten zwei, meist drei freistehenden Griffel sind kürzer als die Staubblätter. Die hellroten, runden oder elliptischen Früchte haben Durchmesser von selten 3, meist 5 bis 7 Millimetern. Je Frucht werden selten zwei meist drei Kerne gebildet. 
Die Fächer-Zwergmispel blüht im Mai und Juni, die Früchte reifen von September bis Oktober.
Die Chromosomenzahl beträgt 2n = 68 oder 51.

## Vorkommen und Standortansprüche
Das natürliche Verbreitungsgebiet liegt in den chinesischen Provinzen Gansu, Guizhou, Hubei, Hunan, Jiangsu, Shaanxi, Sichuan, Xizang, Yunnan und Zhejiang, in Taiwan und Nepal. In Japan, Australien, Neuseeland, Europa, Washington in den Vereinigten Staaten und im Südwesten Kanadas wurde sie eingebürgert. Die Fächer-Zwergmispel wächst in kühlfeuchten Wäldern und Strauchflächen in 1500 bis 3500 Metern Höhe auf trockenen bis frischen, schwach sauren bis stark alkalischen, sandigen, sandig- oder lehmig-humosen, wenig nährstoffreichen Böden an sonnigen bis lichtschattigen Standorten. Die Art ist meist frosthart.

## Systematik
Die Fächer-Zwergmispel (Cotoneaster horizontalis) ist eine Art aus der Gattung der Zwergmispeln (Cotoneaster). Sie wird in der Familie der Rosengewächse (Rosaceae) der Unterfamilie Spiraeoideae, Tribus Pyreae der Untertribus der Kernobstgewächse (Pyrinae) zugeordnet. Die Art wurde 1879 von Joseph Decaisne erstmals wissenschaftlich beschrieben. Der Gattungsname Cotoneaster leitet sich vom lateinischen cotoneum (malum) für die Quitte (Cydonia oblonga) ab. Die Endung -aster ist eine Vergröberungsform für Pflanzengruppen, die im Vergleich zu ähnlichen Gruppen als minderwertig betrachtet werden. Das Artepitheton horizontalis kommt ebenfalls aus dem Lateinischen und bedeutet „waagrecht“ und verweist damit auf den niederliegenden Wuchs der Art.
Es werden zwei Varietäten unterschieden:
- Cotoneaster horizontalis var. horizontalis mit 6 bis 14 Millimeter langer Blattspreite. Die Früchte sind rundlich, haben Durchmesser von 5 bis 7 Millimeter und meist drei selten zwei Kerne. Die Varietät wächst in 2000 bis 3500 Metern Höhe.[11]
- Cotoneaster horizontalis var. perpusillus C. K. Schneider mit 6 bis 8 Millimeter langer Blattspreite. Die Früchte sind elliptisch, 5 bis 6 Millimeter lang und haben Durchmesser von 3 bis 4 Millimeter und meist drei selten zwei Kerne. Die Varietät wächst in 1500 bis 2500 Metern Höhe.[12]

## Verwendung
Die Fächer-Zwergmispel wird aufgrund ihrer bemerkenswerten Früchte und der auffallenden Herbstfärbung sehr häufig als Ziergehölz verwendet. Sie dient auch als Bienenweide.

## Nachweise